# Sárkeresztúr, Fejér
Sárkeresztúr  este un sat în districtul Sárbogárd, județul Fejér, Ungaria, având o populație de 2.509 locuitori (2011). 

## Demografie
Componența etnică a satului Sárkeresztúr
     Maghiari (80,99%)
     Romi (18,43%)
     Alții (0,57%)
Componența confesională a satului Sárkeresztúr
     Romano-catolici (59,07%)
     Reformați (13,99%)
     Fără religie (9,33%)
     Necunoscută (17,02%)
     Alte religii (1,32%)
Conform recensământului din 2011, satul Sárkeresztúr avea 2.509 locuitori. Din punct de vedere etnic, majoritatea locuitorilor (80,99%) erau maghiari, cu o minoritate de romi (18,43%).  Din punct de vedere confesional, majoritatea locuitorilor (59,07%) erau romano-catolici, existând și minorități de reformați (13,99%) și persoane fără religie (9,33%). Pentru 17,02% din locuitori nu este cunoscută apartenența confesională.